# Zibelthiurdos
Zibelthiurdos var regnets och blixtens himmelsgud inom thrakisk mytologi.